# Pharomachrus mocinno
El quetzal también conocido como quetzal resplandeciente, quetzal guatemalteco, quetzal mesoamericano o quetzal centroamericano (Pharomachrus mocinno) es una pequeña ave que se puede encontrar en el sur de México y Centroamérica que vive en bosques tropicales, particularmente en bosque nubosos montanos. Son parte de la familia de los trogones (Trogonidae) y tienen dos subespecies reconocidas, P. m. mocinno y P. m. costaricensis. El quetzal es principalmente omnívoro; su dieta consiste primeramente en frutos de plantas de la familia Lauraceae, pero ocasionalmente también se alimente en insectos, lagartos, ranas y caracoles. Se desarrolló durante el período geológico conocido como el Cenozoico, específicamente durante el Eoceno, que abarcó desde hace aproximadamente 56 hasta 34 millones de años. 
La especie es conocida por su colorido y complejo plumaje, que difiere substancialmente entre sexos. Los machos tienen plumas verdes iridiscentes, la parte inferior del pecho y vientre rojos, alas interiores negras y cola inferior larga, mientras la hembras presentan una cola más corta. La parte inferior del pecho, el vientre y pico gris, junto con la cabeza verde bronceado son caracterísitcas de las hembras. Estas aves hacen agujeros en los árboles en descomposicíon o utilizan los que ya han hecho por pájaros carpinteros para anidar. Son conocidos por hacer turnos mientras incuban, machos durante el día y hembras en la noche. La hembra usualmente pone de uno a tres huevos, que eclosionan en 17 a 19 días. El quetzal es un migrante altitudinal, que migra de las laderas al  para la canopia del bosque. Eso ocurre durante la época de reproducción, que varía según el lugar, pero suele comenzar en marzo y durar hasta agosto. 
El quetzal está considerado casi amenazado en la IUCN Red List, siendo la destrucción de su hábitat la principal amenaza. Tiene un papel importante en la mitología mesoamericana y está estrechamente relacionado con Gucumatz presentemente, es la ave nacional de Guatemala y figura en la bandera y escudo; también está representada en los sellos gubernamentales oficiales así como en el Himno Nacional de Guatemala, también forma parte de los símbolos patrios y da nombre a la moneda del país, el quetzal (Q).

## Taxonomía
El quetzal guatemalteco fue descrito por primera vez por el naturalista mexicano Pablo de la Llave en 1832. Es una de las cinco especies del género Pharomachrus, comúnmente conocidos por quetzales. El término quetzal originalmente se aplicaba solo a la especie P. mocinno, pero en la actualidad se usa para nombrar a todos los integrantes de los géneros Pharomachrus y Euptilotis. Algunos estudiosos etiquetan al quetzal crestado como un pariente muy cercano del guatemalteco y sugieren el quetzal crestado es una subespecie del guatemaletco o que ambos forman una superespecie. Se cree que el clado del quetzal se extendió desde donde surgió en los Andes, siendo el guatemalteco la especie más joven. El nombre del género, Pharomachrus, hace referencia al características fisísicas del ave, con pharos signficando en griego antiguo, "manto" y makros, "largo" . La palabra "quetzal" procede del Náhuatl (Azteca), donde quetzalli (de la raíz quetza, que significa "estar de pie") significa "penacho alto y erguido" y luego quetzaltot significa "ave de pluma de quetzal" y por tanto, "quetzal".
Se distinguen dos subespecies reconocidas, Pharomachrus mocinno mocinno y Pharomachrus mocinno costaricensis, aunque hay un debate en la comunidade científica se costaricensis debería ser una especie distinta. La palabra mocinno hace referencia a José Mariano Mociño Suárez Lozano, naturalista de la Nueva España, mentor de Pablo de la Llave.

## Distribución y hábitat
Se distribuye desde el oriente del Istmo de Tehuantepec en el sur de México hasta el oeste de Panamá, incluidos la zona  centro de Guatemala, en todo Honduras, Oriente de El Salvador, norte de Nicaragua y centro de Costa Rica. En su área de distribución vive únicamente en bosques nubosos montanos entre 1000 y 3000 m s. n. m.

## Descripción del ave

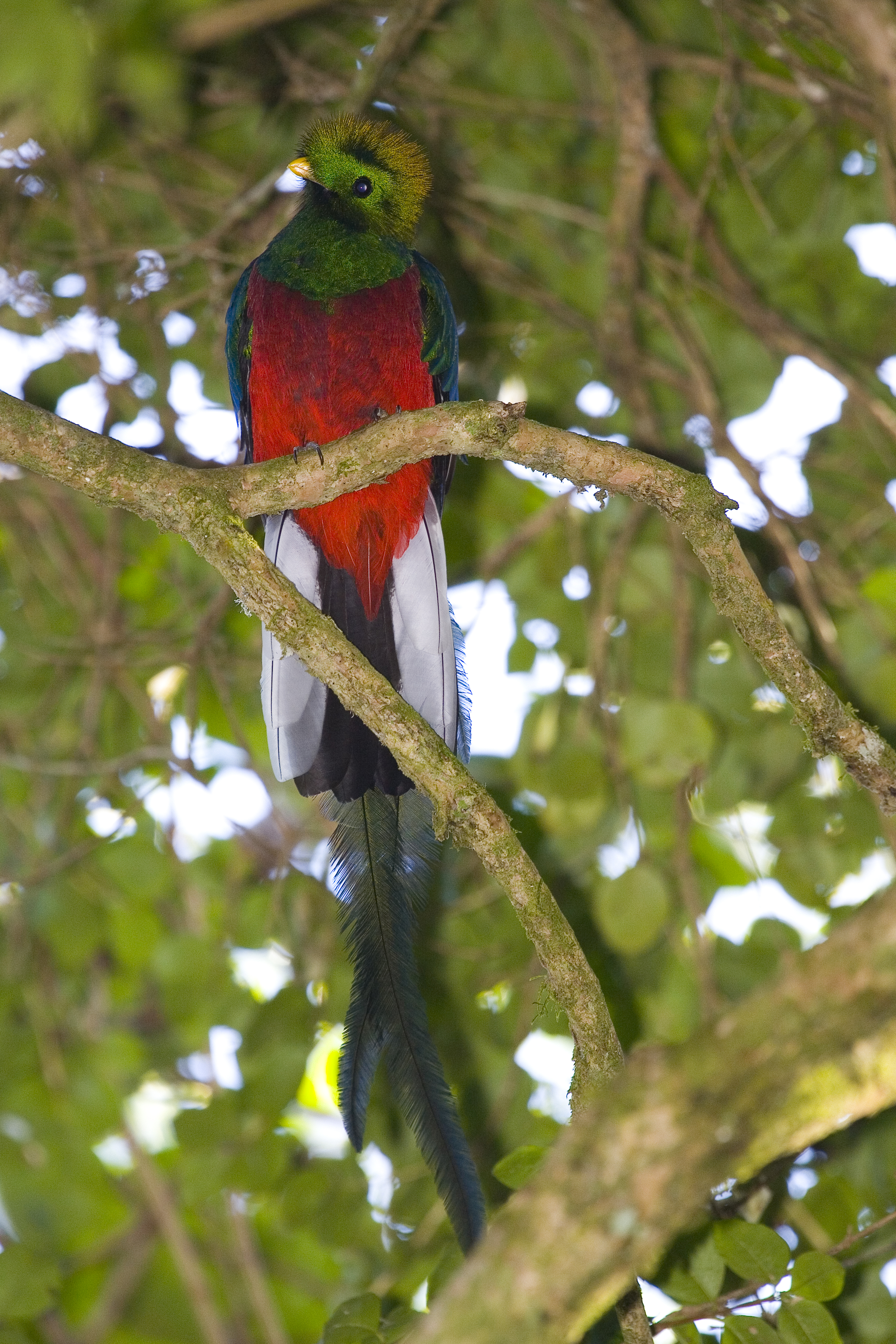
Ejemplar macho

Es un ave de mediano tamaño de 36–40 cm de largo. El macho tiene además una cola serpentina de hasta 65 cm de largo. Tiene un peso de aproximadamente 210 g. Es el mayor representante del orden de los trogoniformes. La subespecie P. m. costaricensis es ligeramente menor que la especie nominal y tiene plumas de cola algo más finas y cortas. 
El plumaje del cuerpo es de color verde iridiscente, con reflejos que varían de oro hasta azul-violeta, con el pecho y vientre de color rojo carmesí intenso. Las plumas coberteras superiores de la cola son verdes y muy largas, escondiendo la cola, y en los machos en la temporada de cría son más largas que el resto del cuerpo. Las coberteras primarias de las alas también son inusualmente largas y dan una apariencia de flecos. El macho tiene una cresta erizada en la cabeza, que consiste de plumas erectas y comprimidas unas con otras. El pico, que está parcialmente cubierto de plumas filamentosas verdes, es de color amarillo en los machos adultos y negro en las hembras. Sus patas tienen un aspecto oscuro y son muy cortas; tienen los primeros dos dedos hacia atrás y los otros dos hacia delante lo que hace las clasifica como verdaderos perchadores.
Los colores de la hembra son más modestos que el macho y sus plumas están manchadas de color oscuro, con el pecho rojo. También tiene una cola mucho más corta que la del macho. La cabeza es de color café pardo, y el pico es negro en vez de amarillo. Suele llamársele Quetzalí.
Un estudio con microscopio electrónico de barrido mostró que en las plumas, las bárbulas verdes tienen forma de gruesas cintas segmentadas que se vuelven ligeramente sobre el eje longitudinal y terminan en un filamento bífido o de tres puntas. Las bárbulas pigmentadas son más simples y pueden tener aletas laterales. En la interfase café-verde, las bárbulas cambian gradualmente de un tipo a otro. Aunque el mecanismo de coloración es interno, tiene una influencia significativa en la forma general de la pluma, la cual está limitada por la selección hacia mayor resistencia y termorregulación
Los pichones tienen uñas vestigiales en la articulación del ala, como el Archaeopteryx, que pierden cuando maduran.

## Comportamiento
No puede volar con mucha velocidad. Entre los depredadores naturales de las aves adultas se incluye el águila azor blanca (Spizaetus ornatus) y diferentes especies de búhos. El tucán esmeralda (Aulacorhynchus prasinus), Chara Papán (Cyanocorax morio), comadreja de cola larga (Mustela frenata), ardillas (Sciuridae), y el kinkajú (Potos flavus) son depredadores de los polluelos o los huevos.
El canto del quetzal centroamericano es un silbido o grito agudo, cuya onomatopeya es quiau (u otras similares), que frecuentemente canta de dos en dos y a veces repitiéndolos de manera monótona. También tiene otros cantos pocos musicales. 

### Alimentación
Es considerada una especie esencialmente frugívora (se alimenta principalmente de fruta), aunque mezcla su dieta con insectos (en particular avispas, hormigas y larvas). De particular importancia son los aguacates y otras frutas silvestres de la familia del laurel (Laurácea), que las aves tragan entero antes de regurgitar las pepitas, lo que contribuye a la dispersión de estas especies de árboles.

### Reproducción
Es un ave solitaria fuera de la época de cría. Durante la época de cría es un ave territorial monógamo. El tamaño de su territorio, tal y como se ha medido en Guatemala, oscila entre 6 y 10 ha. La temporada de cría es de marzo a abril en México, de marzo a mayo en Guatemala y de mayo a junio en El Salvador.  Las hembras suelen poner dos huevos de color azul pálido en un agujero tallado en un árbol podrido. Un árbol en la etapa de descomposición requerida para la anidación es susceptible a daños por el clima, y la disponibilidad de árboles adecuados puede limitar la población del Quetzal.
Ambos padres se turnan en la incubación, con su larga cola de plumas doblada hacia delante sobre la espalda y saliendo del agujero, donde parecen a helechos que crecen en el árbol. El período de incubación dura unos 18 días, durante el cual el macho incuba los huevos por lo general durante el día, mientras que la hembra los incuba por la noche. Cuando los huevos eclosionan, los padres alimentan a sus crías con frutas, bayas, insectos, lagartijas y pequeñas ranas. Sin embargo, la hembra a menudo descuida e incluso abandona a las aves juveniles al final del período de cría, dejando al macho la tarea de seguir cuidándolos hasta que estén listos para sobrevivir por sí mismos.

## Conservación

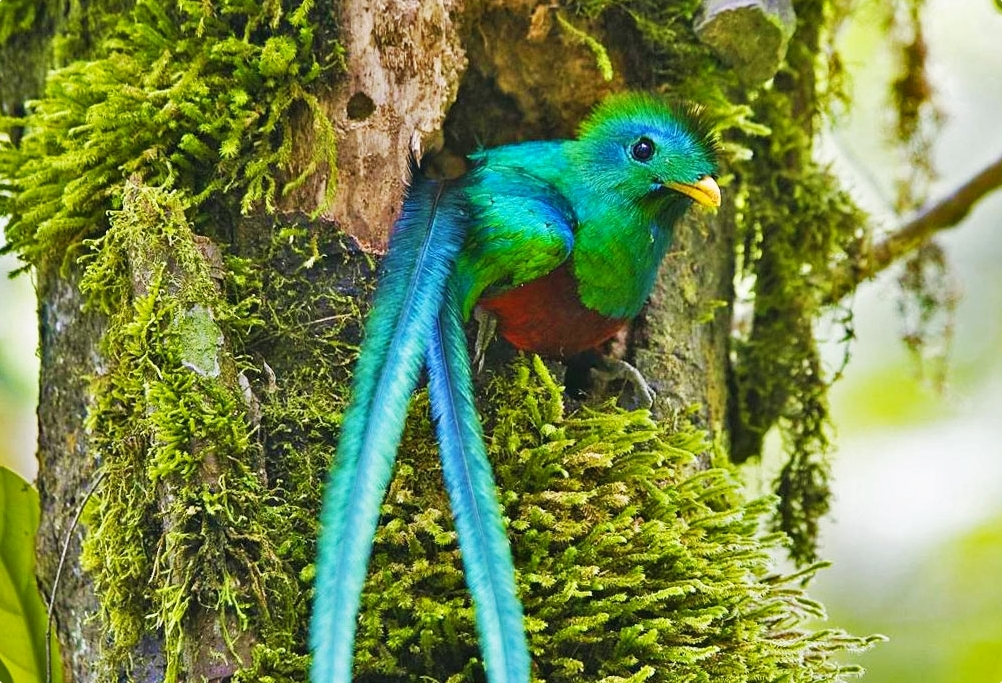
Biotopo del Quetzal.

Es una especie que se considera casi amenazada de acuerdo a la UICN. Ha también sido incluido en CITES Apéndice I. En territorio mexicano, según la Norma Oficial Mexicana (NOM-059-SEMARNAT-2010), el quetzal se encuentra en peligro de extinción (P).
En Baja Verapaz, Guatemala, se encuentra la reserva del Biotopo del Quetzal, para su reproducción y conservación, que además es un lugar turístico. 

## Importancia cultural
Es el ave nacional de Guatemala desde 1871 y su imagen figura en la bandera y el escudo de Guatemala. "Quetzal" es también el nombre de la moneda de dicho país. Tiene también un papel importante en los mitos de la región. El quetzal también es mencionado en el Himno Nacional de Guatemala, como ave nacional forma parte de los símbolos patrios. Para Guatemala; el quetzal es un símbolo de libertad, soberanía e identidad, por ello su caza o privación de su hábitat es un delito penal según el decreto 8 - 70.
En las civilizaciones precolombinas de Mesoamérica, era considerada un ave divina asociada a Quetzalcoatl para los mexicas en el caso de la civilización maya era relacionada con Kukulcán o Gucumatz, la deidad "serpiente emplumada". Los antiguos mexicas y mayas vieron el quetzal como el "dios del aire" y como un símbolo de la bondad y la luz, y sus plumas de cola verde iridiscentes fueron veneradas como símbolos para el crecimiento de las plantas en la primavera. Los gobernantes de Mesoamérica y algunos otros rangos de la nobleza, llevaban tocados de plumas del quetzal como símbolo de su relación con Quetzalcóatl. Como era un crimen matar a un quetzal, el ave fue únicamente capturado para sacarle algunas plumas y luego puesto en libertad. En varios idiomas mesoamericanos, el término para quetzal también tiene el significado de "sagrado", "precioso" o "rígido.
|                                                             |
| El quetzal representado en el escudo nacional de Guatemala. |

|                                       |
| El quetzal en la bandera de Guatemala |

|                                            |
| Billete de doscientos quetzales (Q200.00). |